# EspaceTrad
EspaceTrad, auparavant la Société pour la promotion de la danse traditionnelle québécoise (SPDTQ), est un organisme faisant la promotion des arts traditionnels du Québec (musique, danse, chant, contes et légendes) fondé en 1981 à Montréal, au Québec.

## Description
EspaceTrad organise plusieurs projets faisant la promotion du patrimoine culturel immatériel, comme des festivals, des veillées de danse et des camps de danse.

### Projets récurrents

#### Festival Trad Montréal
Le Festival Trad Montréal, auparavant le Festival La Grande Rencontre, est un festival annuel offrant une programmation artistique regroupant des artistes de musique, de danse et de conte. Le festival a généralement lieu à la Maison de la culture Ahunstic, à Montréal.
Le festival a reçu des artistes notoires au fil de ses éditions, comme Les Charbonniers de l'enfer, Les Tireux d'roches, Genticorum, Michel Faubert et Còig. Depuis 1996, il décerne le Prix Aldor (en hommage à l'harmoniciste Aldor Morin) visant à souligner « le travail d'un individu ou d'un groupe dans le domaine du patrimoine vivant québécois ». À partir de 2021, ce prix devient le Prix Aldor Reconnaissance, et le festival crée quatre nouveaux Prix Aldor pour récompenser différents acteurs du milieu (Création/interprétation, Relève, Médiation/transmission et Entrepreneuriat).

#### Danse-Neige
Danse-Neige est un événement annuel rassemblant des artistes issus de la musique et de la danse traditionnelles du Québec. Il s'agit d'un camp de formation destiné tant aux amateurs qu'aux professionnels de ces disciplines.
Plusieurs musiciens notoires y ont donné des formations, comme Véronique Plasse du groupe Bon débarras, Olivier Demers du groupe Le Vent du Nord, etc.

#### Veillées du Plateau
Les Veillées du Plateau sont des soirées de danse « câllée » animées par des « câlleurs », regroupant des musiciens et des danseurs traditionnels. Elles ont généralement lieu au Centre du Plateau, un centre communautaire situé dans l'arrondissement du Plateau-Mont-Royal, à Montréal.

#### Causeries
Les Causeries d'EspaceTrad sont ouvertes au public. Des artistes et intervenants du milieu du patrimoine vivant sont invités à discuter sur divers sujets et enjeux,.

#### L'École des arts de la veillée
L'École des arts de la veillée offre des cours touchant des disciplines du patrimoine vivant, comme la danse, la musique, le « câll » et le chant. Ces cours sont offerts aux professionnels de ces disciplines et au grand public. Les cours sont donnés à la Maison de la culture Ahunstic, à Montréal.

#### Ensemble trad jeunesse
En 2024, EspaceTrad lance sa première cohorte de l'Ensemble trad jeunesse, un orchestre de musique traditionnelle québécoise composé d'une vingtaine de jeunes de 12 à 19 ans. L'Ensemble se réunit une fois par an durant l'année scolaire dans le but de monter du répertoire et le présenter dans une série de concerts. La première cohorte est dirigée par Pascal Gemme (Genticorum) et François-Félix Roy (Grosse Isle).

## Histoire
La Société pour la promotion de la danse traditionnelle québécoise (SPDTQ) est fondée en 1981. Les Veillées du Plateau sont les premiers événements initiés par l'organisme. Elles ont alors lieu à chaque vendredi, de 21 h à 1 h 30, dans la grande salle des Fusiliers Mont-Royal.
En avril 1993, l'organisme tient la première édition du Festival La Grande Rencontre au Collège Maisonneuve. En mai 2003, le festival se déplace au Zest, sur la rue Ontario Est. Plusieurs artistes comme La Volée d'Castors, Genticorum, Fred Pellerin et Le Vent du Nord s'y produisent à cette édition.
L'École des arts de la veillée est fondée en 1998. Les cours se donnent alors dans l'édifice Jean-Marie Gauvreau, situé sur la rue Jean-Talon Est. L'école a pour but de transmettre la musique traditionnelle du Québec, tant aux jeunes qu'au moins jeunes. Elle offre l'activité « Le Café du dimanche », où des musiciens se rassemblent hebdomadairement dans les locaux de l'école pour se partager des airs musicaux.
En 2010, la Société pour la promotion de la danse traditionnelle québécoise (SPDTQ) change de nom, et devient EspaceTrad. Une nouvelle activité est développée par l'organisme, soit « Les Vendredis TRadLib », des sessions de musique traditionnelle québécoise. En 2022, elles ont lieu au Pavillon du Parc Ahunstic.
Au tournant de la décennie 2020, EspaceTrad développe son volet numérique, en raison de la pandémie de COVID-19. L'organisme tient une édition virtuelle du Festival La Grande Rencontre. Les performances des artistes sont captées à partir du Cabaret du Lion d'or, à Montréal. En 2021, La Grande Rencontre change de nom et devient le Festival Trad Montréal. L'édition 2021 est sous la direction artistique de Marc Maziade (d).
En 2022, l'organisme tient un événement intitulé « La veillée du 40e d'EspaceTrad ». Il s'agit d'une soirée de danse traditionnelle québécoise « câllée » en compagnie des groupes de musique É.T.É et Swing d'la patte.